# Astragalus esperanzae
Astragalus esperanzae es una especie de planta del género Astragalus, de la familia de las leguminosas, orden Fabales.

## Distribución
Astragalus esperanzae es una especie nativa de México.

## Taxonomía
Fue descrita científicamente por M. E. Jones. Fue publicado en Revision of North-American Species of Astragalus... 277 (1923).
Sinonimia
- Astragalus chapalanus M. E. Jones